# Бенедикт Вагнер (фехтувальник)
Бенедикт Вагнер (нім. Benedikt Wagner; нар. 14 червня 1990 року, Бонн, Німеччина) — німецький фехтувальник на шпагах, чемпіон світу та Європи.

## Виступи на Олімпіадах
| Олімпіада   | Дисципліна          | Місце |
| ----------- | ------------------- | ----- |
| Лондон 2012 | індивідуальна шабля | 14    |
| Лондон 2012 | командна шабля      | 5     |
| Токіо 2020  | індивідуальна шабля | 27    |
| Токіо 2020  | командна шабля      | 4     |